# Pierre Roques (théologien)
Pour les articles homonymes, voir Roques et Pierre Roques.
Pierre Roques (né le 22 juillet 1685 à Lacaune, mort le 13 avril 1748 à Bâle) est un théologien protestant suisse.

## Biographie
Pierre Roques est le fils du marchand Pierre-David Roques, un homme de négoce huguenot qui en 1688 fuit en Suisse la répression après la révocation de l'édit de Nantes et devient plus tard citoyen de Rolle (Vaud), et sa femme Marie Froment. En 1703, il reçoit la nationalité bernoise.
En 1715, Pierre Roques épouse Marie-Louise, fille de Jean de Maumont, originaire de Wassy ; ensemble, ils ont neuf enfants, dont trois meurent en couches. Ses trois fils deviendront des pasteurs en Allemagne, comme Johann Christophe Roques (né le 3 février 1723 à Bâle, mort le 15 novembre 1777 à Neuwied) et Jacques Emmanuel Roques (1727–1805), qui laisse un grand cabinet d'histoire naturelle à Celle.
Son petit-fils est Hermann von Roques (1797–1866), qui propage le Catéchisme de Heidelberg dans le landgraviat de Hesse-Cassel. Un de ses autres descendants est Franz von Roques, pasteur et diacre dans l'électorat de Hesse.
Pierre Roques étudie de 1700 à 1702 la philosophie à l'université de Genève auprès d'Antoine Léger fils et Jean-Antoine Gautier, il passe à l'université de Lausanne de 1702 à 1703, où il assiste aux cours de David Constant et de Georges Polier de Bottens puis revient de 1703 à 1706 pour étudier à nouveau la théologie à l'université de Genève ; à Genève, il assiste aux conférences de Jean-Alphonse Turrettini.
Après l'ordination à Lausanne en 1709, il s'inscrit à l'université de Bâle en 1710 et la même année, sur la recommandation de Jean-Alphonse Turrettini, est élu ministre de l'Église française à Bâle, poste qu'il occupera jusqu'à sa mort ; en même temps, il travaille comme professeur de philosophie.
Pierre Roques est un disciple du théologien neuchâtelois Jean-Frédéric Ostervald qui, à l'encontre du calvinisme strict, précède les idées des Lumières et du piétisme et est l'instigateur d'un grand nombre de réformes affectant le catéchisme, la liturgie, la formation des pasteurs et la pratique de la cure. Il cultive une amitié avec le théologien Samuel Werenfels.
Pierre Roques publie de nombreux ouvrages, dont en 1723 Le pasteur évangélique, ou essais sur l’excellence et la nature du saint ministère, l'un des plus importants ouvrages français du XVIIIe siècle sur la théologie pastorale, et en 1731 l'écrit Le vray piétisme, dans lequel il représente le piétisme éclairé, thème déjà abordé par Élie Merlat. Il donne quelques contributions à l'ouvrage en onze volumes Discours historiques, critiques, théologiques et moraux sur les événements les plus mémorables du Vieux et du Nouveau Testament de Jacques Saurin. Ses publications sont traduites en allemand, danois et néerlandais. Son ouvrage Dissertation théologique et critique, dans laquelle on tâche de prouver, par divers passages des saintes écritures, que l'âme de Jésus-Christ était dans le ciel une intelligence pure et glorieuse, avant que d'être unie à un corps humain dans le sein de la bienheureuse Vierge Marie, paru en 1739, est mis à l’Index librorum prohibitorum le 19 mai 1760.
De 1735 à 1745, il publie plusieurs articles dans le mensuel Mercure suisse et le Journal helvétique.
Il achève également l'édition du Grand dictionnaire historique publié par Louis Moréri à Bâle entre 1731 et 1732, d'après le Neu-vermehrtes Historisches- und Geographisches Allgemeines Lexicon de Jacob Christoph Iselin, publié en 1726.